# Akon
Аляун Бадара Тіам, відоміший під псевдонімом Ейкон (англ. Akon); — сенегало-американський R&B-співак, композитор та музичний продюсер.
Першим лейблом музиканта був Akon Konvict.

## Біографія
Народився в сім'ї джазового перкусіоніста Мора Тіам. Точна дата народження невідома — у різних джерелах вказується 1973, 1976, 1977 та 1981 рік і день народження 16 квітня, 30 квітня і 14 жовтня. Неясність дати народження швидше за все пов'язано з незаконністю отримання громадянства США — однозначно невідомо, де народився Ейкон — у Сенегалі (в Дакарі або в Сен-Луї (Сенегал) чи в Сент-Луїсі, Міссурі). Разом з батьком він часто відвідував США. Коли Ейкону виповнилося п'ятнадцять, Тіами вирішують остаточно осісти в США, в штаті Нью-Джерсі. У такому юному віці Ейкон вже вільно володів трьома мовами — англійською, французькою та мовою народності Волоф.
Свою першу композицію Operations of Nature Ейкон записав ще в школі. Практично відразу після переїзду в США у нього виникають проблеми з законом. У сукупності за озброєне пограбування магазину і торгівлю наркотиками підліток потрапляє за ґрати. У в'язниці Ейкон провів п'ять років, але тягар життя в ув'язненні не зламало його, він переосмислив свої вчинки і вирішив стати на шлях виправлення і зайнятися музикою, хоча роки, проведені в ув'язненні, теж не пройшли дарма, більшість текстів до майбутніх хітів він написав ще у в'язниці. Після виходу на свободу Ейкон практично відразу приступає до запису декількох реп-балад про своє життя. У домашній студії він записує кілька композицій, які потрапили в звукозаписну студію Universal. У 2004 році під лейблом SRC/Universal виходить дебютний альбом Trouble.

## Фільмографія
- C.S.I.: Місце злочину (2000)
Грає самого себе, в титрах не вказаний
- Підстава (телешоу) (Punk'd, 2003)
Грає самого себе
- Slums 13 (2010)
Грає Style

Також Akon планує працювати над фільмом про своє життя. Фільм називатиметься Illegal Alien. Дата випуску поки ще не відома.

## Цікаві факти
- У лютому 2007 році почався продаж фірмового одягу Ейкона «Konvict Clothing». Цей одяг призначений як для чоловіків, так і для жінок, і включає в себе спортивні куртки, джинси, футболки і шапки.
- Своє повне ім'я Ейкон вперше назвав 7 січня 2009 року в шоу Ellen Degeneres. Співак пообіцяв дати $ 1000 тому, хто зможе повторити його ім'я, але охочих у студії не знайшлося. Повне ім'я Ейкона: Aliaune Damala Bouga Time Bongo Puru Nacka Lu Lu Lu Badara Akon Thiam[3]
- У 2009 році Ейкон написав пісню Cry Out Of Joy, яка була присвячена Майклу Джексону, а в 2008 році написав з ним 2 спільних хіти — Hold My Hand та Wanna Be Startin' Somethin'.
- У травні 2009 року ФІФА запросила Ейкона стати музичним директором чемпіонату світу з футболу 2010. Репер напише гімн чемпіонату а також всю музику, яка супроводжує церемонії[4]
- В інтерв'ю Bloomberg у червні 2020 року заявив, що наступного місяця планує випустити власну криптовалюту Akoin.[5]

## Дискографія
- Trouble (2004)
- Konvicted (2006)
- Freedom (2008)
- El Negreeto (2019)
- Akonda (2019)

## Нагороди/Номінації
| Нагорода                        | Категорія                                                  | Жанр         | Пісня/Альбом    | Рік  | Результат   |
| ------------------------------- | ---------------------------------------------------------- | ------------ | --------------- | ---- | ----------- |
| Vibe Awards                     | Hottest Hook                                               | R&B          | "Locked Up"     | 2004 | Номінований |
| MTV Europe Music Awards         | Best Hip Hop Act                                           |              |                 | 2005 | Номінований |
| MTV2 Awards                     | MTV2 Award                                                 | R&B          | "Locked Up"     | 2005 | Номінований |
| World Music Awards              | World's Best Selling New Male Artist                       |              |                 | 2005 | Номінований |
| Vibe Awards                     | Hottest Hook                                               | Rap/ Hip-Hop | "Soul Survivor" | 2005 | Номінований |
| MtvU Woodie Awards              | International Woodie (Favorite International Artist Award) |              |                 | 2005 | Номінований |
| MTV Europe Music Awards         | Best New Act                                               |              |                 | 2005 | Номінований |
| MOBO Awards                     | Best African Act                                           |              |                 | 2005 | Виграв      |
| MTV Australia Video Music Award | Best Hip Hop Video                                         | Rap/ Hip-Hop | "Moonshine"     | 2006 | Номінований |
| ECHO Awards                     | International Hip-Hop/R&B Artist                           |              |                 | 2006 | Номінований |
| ECHO Awards                     | National/International Hit of the Year                     | R&B          | "Lonely"        | 2006 | Номінований |
| Grammy Awards                   | Best Rap/Sung Collaboration                                | Rap/ Hip-Hop | "Smack That"    | 2007 | Номінований |